# Франсуаза Басспорт

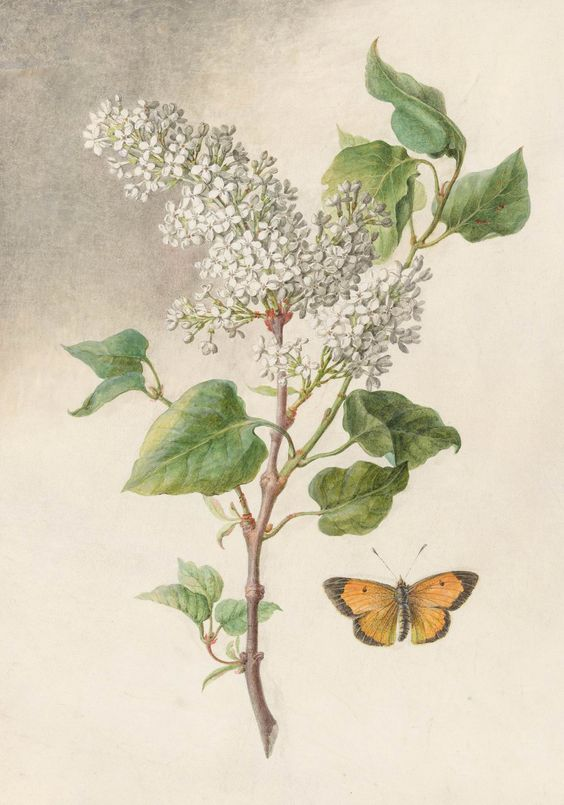
Іллюстрація Франсуази Басспорт, Бузок звичайний, олівець та акварель на пергаменті, Нью-Йорк, Морганівська бібліотека і музей.

Франсуаза Басспорт (фр. Françoise Basseporte; 28 квітня 1701 — 6 вересня 1780) — французька художниця, ботанічна ілюстраторка. Починаючи з 1741 року і до своєї смерті вона працювала королівською художницею Королівського саду та Кабінету (нині Jardin des Plantes), що було безпрецедентним призначенням для жінки-художниці на той час.

## Біографія
Басспорт народилася та померла в Парижі. Починала вона як художниця-портретистка, яка спеціалізувалася на пастелі, але згодом почала навчатися у ботанічного ілюстратора Клода Обріє, що вимагало від неї переходу від пастелі до акварелі та прийняття точного, майже фотографічного стилю. У 1741 році Басспорт замінила хворого Обріє на посаді «Peintre du Roy, de son Cabinet et du Jardin» (королівський художник, Кабінету та саду). Басспорт була першою жінкою-художницею на цій посаді, пропрацювала майже 40 років, займалася не лише ботанічною ілюстрацією, але й препарувала рослини та розкривала їхню внутрішню будову. Філософ Жан-Жак Руссо віддав їй шану, написавши: «Природа дає рослинам їхнє існування, але мадемуазель Басспорт дає їм можливість зберегтися».
Басспорт вивчала ботаніку у Бернара де Жюссьє. Також вона навчала Марі Маргеріт Біерон мистецтва анатомічної ілюстрації, яка згодом стала майстром воскових фігур. Король Франції Людовик XV доручив їй навчати своїх дочок малювати квіти. Вважається також, що королівська фаворитка Маркіза де Помпадур часто зверталася до неї як до дизайнера інтер'єрів.
Басспорт була найбільш відомою як ботанічна ілюстраторка. Спілкуючись з багатьма відомими ботаніками та натуралістами свого часу, вона отримала визнання за свої ілюстрації рослин, мушель, тварин, птахів та морських істот. Хоча Басспорт була майстерною в портретному живописі пастельними фарбами, вона вирішила займатися ботанічною ілюстрацією, оскільки це забезпечувало стабільний дохід для утримання її родини. Вона працювала в жанрі «рослинного живопису», застосовуючи науковий підхід до ботанічної ілюстрації, який дозволяв зосередится на будові рослини. Її роботи поєднують у собі мистецтво та науку.
Першим учителем Басспорт був художник та гравер Поль-Понс-Антуан Робер (також відомий як Робер де Сері). Під патронатом кардинала де Роана Робер познайомив Басспорт з картинами старих майстрів у палаці Субіз та Пале-Рояль у Парижі. Там вона знайшла натхнення у роботах таких митців, як Розальба Карр'єра.
Після смерті Робера Басспорт стала ученицею Клода Обріє та згодом стала його наступницею на посаді офіційного художника Королівського саду. Під час роботи в Королівському саду Басспорт познайомилася зі шведським ботаніком Карлом Ліннеєм. У 1739 році директором Королівського саду був призначений натураліст та письменник Жорж-Луї Леклерк де Бюффон; через два роки Басспорт була найнята офіційною художницею саду. Дещо з її листування з Бюффоном збереглося донині.
Басспорт навчала членів королівської родини та знаті, але вважається, що вона також мала значний вплив на таких митців, як Марі-Тереза Ребуль та Анна Валайе-Костер.
Багато ботанічних ілюстрацій Басспорт були виконані аквареллю з використанням олівця на пергаменті та мають розмір приблизно 15 x 12 дюймів. Серію з 117 гравюр колись помилково приписували П'єру Редуте, художнику, який працював набагато пізніше за Басспорт, але зараз вважається, що вони належать Басспорт. Переглядаючи зразки робіт Басспорт з цієї серії, можна побачити різноманітність її зацікавлення — від листяних та зелених Polygonatum Multifloratum та Glechoma hederacea до яскраво-червоних ніжних пелюсток маку. Кожна рослина показана як окремий екземпляр та обмежена декоративними рамками.